# Scraptia oertzeni
Scraptia oertzeni es una especie de coleóptero de la familia Scraptiidae.

## Distribución geográfica
Habita en Creta (Grecia).